# Bellator MMA: Primeira Temporada

## Torneios

### Peso médio
|  | Quartas de Final | Quartas de Final | Quartas de Final |                 |                | Semifinal      | Semifinal | Semifinal |  |  | Final | Final | Final |  |
|  |                  |                  |                  |                 |                |                |           |           |  |  |       |       |       |  |
|  | Cuba             | Hector Lombard   | KO               |                 |                |                |           |           |  |  |       |       |       |  |
|  | Cuba             | Hector Lombard   | KO               |                 |                |                |           |           |  |  |       |       |       |  |
|  | México           | Virgil Lozano    | 1                |                 |                |                |           |           |  |  |       |       |       |  |
|  | México           | Virgil Lozano    | 1                |                 | Cuba           | Hector Lombard | TKO       |           |  |  |       |       |       |  |
|  |                  |                  |                  |                 | Cuba           | Hector Lombard | TKO       |           |  |  |       |       |       |  |
|  |                  |                  | Estados Unidos   | Damien Stelly   | 1              |                |           |           |  |  |       |       |       |  |
|  | Estados Unidos   | Damien Stelly    | Estados Unidos   | Damien Stelly   | 1              | DU             |           |           |  |  |       |       |       |  |
|  | Estados Unidos   | Damien Stelly    |                  |                 |                |                |           |           |  |  |       |       |       |  |
|  | Estados Unidos   | Alex Andrade     | 3                |                 |                |                |           |           |  |  |       |       |       |  |
|  | Estados Unidos   | Alex Andrade     | 3                |                 | Cuba           | Hector Lombard | TKO       |           |  |  |       |       |       |  |
|  |                  |                  |                  |                 |                |                |           |           |  |  |       |       |       |  |
|  |                  |                  | Estados Unidos   | Jared Hess      | 4              |                |           |           |  |  |       |       |       |  |
|  | Estados Unidos   | Jared Hess       | Estados Unidos   | Jared Hess      | 4              | FIN            |           |           |  |  |       |       |       |  |
|  | Estados Unidos   | Jared Hess       |                  |                 |                |                |           |           |  |  |       |       |       |  |
|  | Espanha          | Daniel Tabera    | 1                |                 |                |                |           |           |  |  |       |       |       |  |
|  | Espanha          | Daniel Tabera    | 1                |                 | Estados Unidos | Jared Hess     | TKO       |           |  |  |       |       |       |  |
|  |                  |                  |                  |                 | Estados Unidos | Jared Hess     | TKO       |           |  |  |       |       |       |  |
|  |                  |                  | Estados Unidos   | Yosmany Cabezas | 3              |                |           |           |  |  |       |       |       |  |
|  | Estados Unidos   | Yosmany Cabezas  | Estados Unidos   | Yosmany Cabezas | 3              | FIN            |           |           |  |  |       |       |       |  |
|  | Estados Unidos   | Yosmany Cabezas  |                  |                 |                |                |           |           |  |  |       |       |       |  |
|  | México           | Edwin Aguilar    | 1                |                 |                |                |           |           |  |  |       |       |       |  |

### Peso meio-médio
|  | Quartas de Final     | Quartas de Final | Quartas de Final     |                 |                      | Semifinal       | Semifinal | Semifinal |  |  | Final | Final | Final |  |
|  |                      |                  |                      |                 |                      |                 |           |           |  |  |       |       |       |  |
|  | Estados Unidos       | Lyman Good       | FIN                  |                 |                      |                 |           |           |  |  |       |       |       |  |
|  | Estados Unidos       | Lyman Good       | FIN                  |                 |                      |                 |           |           |  |  |       |       |       |  |
|  | Estados Unidos       | Héctor Urbina    | 2                    |                 |                      |                 |           |           |  |  |       |       |       |  |
|  | Estados Unidos       | Héctor Urbina    | 2                    |                 | Estados Unidos       | Lyman Good      | TKO       |           |  |  |       |       |       |  |
|  |                      |                  |                      |                 | Estados Unidos       | Lyman Good      | TKO       |           |  |  |       |       |       |  |
|  |                      |                  | México               | Jorge Ortiz     | 2                    |                 |           |           |  |  |       |       |       |  |
|  | México               | Jorge Ortiz      | México               | Jorge Ortiz     | 2                    | DU              |           |           |  |  |       |       |       |  |
|  | México               | Jorge Ortiz      |                      |                 |                      |                 |           |           |  |  |       |       |       |  |
|  | Estados Unidos       | Aaron Romero     | 3                    |                 |                      |                 |           |           |  |  |       |       |       |  |
|  | Estados Unidos       | Aaron Romero     | 3                    |                 | Estados Unidos       | Lyman Good      | TKO       |           |  |  |       |       |       |  |
|  |                      |                  |                      |                 |                      |                 |           |           |  |  |       |       |       |  |
|  |                      |                  | República Dominicana | Omar De La Cruz | 1                    |                 |           |           |  |  |       |       |       |  |
|  | República Dominicana | Omar De La Cruz  | República Dominicana | Omar De La Cruz | 1                    | DU              |           |           |  |  |       |       |       |  |
|  | República Dominicana | Omar De La Cruz  |                      |                 |                      |                 |           |           |  |  |       |       |       |  |
|  | Estados Unidos       | Victor Meza      | 3                    |                 |                      |                 |           |           |  |  |       |       |       |  |
|  | Estados Unidos       | Victor Meza      | 3                    |                 | República Dominicana | Omar De La Cruz | TKO       |           |  |  |       |       |       |  |
|  |                      |                  |                      |                 | República Dominicana | Omar De La Cruz | TKO       |           |  |  |       |       |       |  |
|  |                      |                  | Estados Unidos       | Dave Menne      | 1                    |                 |           |           |  |  |       |       |       |  |
|  | Estados Unidos       | Dave Menne       | Estados Unidos       | Dave Menne      | 1                    | FIN             |           |           |  |  |       |       |       |  |
|  | Estados Unidos       | Dave Menne       |                      |                 |                      |                 |           |           |  |  |       |       |       |  |
|  | França               | Norman Paraisy   | 3                    |                 |                      |                 |           |           |  |  |       |       |       |  |

### Peso leve
|  | Quartas de Final | Quartas de Final | Quartas de Final |                |                | Semifinal     | Semifinal | Semifinal |  |  | Final | Final | Final |  |
|  |                  |                  |                  |                |                |               |           |           |  |  |       |       |       |  |
|  | Estados Unidos   | Eddie Alvarez    | FIN              |                |                |               |           |           |  |  |       |       |       |  |
|  | Estados Unidos   | Eddie Alvarez    | FIN              |                |                |               |           |           |  |  |       |       |       |  |
|  | Reino Unido      | Greg Loughran    | 1                |                |                |               |           |           |  |  |       |       |       |  |
|  | Reino Unido      | Greg Loughran    | 1                |                | Estados Unidos | Eddie Alvarez | FIN       |           |  |  |       |       |       |  |
|  |                  |                  |                  |                | Estados Unidos | Eddie Alvarez | FIN       |           |  |  |       |       |       |  |
|  |                  |                  | Estados Unidos   | Eric Reynolds  | 3              |               |           |           |  |  |       |       |       |  |
|  | Estados Unidos   | Eric Reynolds    | Estados Unidos   | Eric Reynolds  | 3              | TKO           |           |           |  |  |       |       |       |  |
|  | Estados Unidos   | Eric Reynolds    |                  |                |                |               |           |           |  |  |       |       |       |  |
|  | Estados Unidos   | Thomas Schulte   | 1                |                |                |               |           |           |  |  |       |       |       |  |
|  | Estados Unidos   | Thomas Schulte   | 1                |                | Estados Unidos | Eddie Alvarez | FIN       |           |  |  |       |       |       |  |
|  |                  |                  |                  |                |                |               |           |           |  |  |       |       |       |  |
|  |                  |                  | Estados Unidos   | Toby Imada     | 2              |               |           |           |  |  |       |       |       |  |
|  | Estados Unidos   | Toby Imada       | Estados Unidos   | Toby Imada     | 2              | FIN           |           |           |  |  |       |       |       |  |
|  | Estados Unidos   | Toby Imada       |                  |                |                |               |           |           |  |  |       |       |       |  |
|  | Estados Unidos   | Alonzo Martinez  | 1                |                |                |               |           |           |  |  |       |       |       |  |
|  | Estados Unidos   | Alonzo Martinez  | 1                |                | Estados Unidos | Toby Imada    | FIN       |           |  |  |       |       |       |  |
|  |                  |                  |                  |                | Estados Unidos | Toby Imada    | FIN       |           |  |  |       |       |       |  |
|  |                  |                  | Estados Unidos   | Jorge Masvidal | 3              |               |           |           |  |  |       |       |       |  |
|  | Estados Unidos   | Jorge Masvidal   | Estados Unidos   | Jorge Masvidal | 3              | TKO           |           |           |  |  |       |       |       |  |
|  | Estados Unidos   | Jorge Masvidal   |                  |                |                |               |           |           |  |  |       |       |       |  |
|  | Estados Unidos   | Nick Agallar     | 1                |                |                |               |           |           |  |  |       |       |       |  |

### Peso pena
|  | Quartas de Final | Quartas de Final | Quartas de Final |               |                | Semifinal   | Semifinal | Semifinal |  |  | Final | Final | Final |  |
|  |                  |                  |                  |               |                |             |           |           |  |  |       |       |       |  |
|  | Estados Unidos   | Joe Soto         | TKO              |               |                |             |           |           |  |  |       |       |       |  |
|  | Estados Unidos   | Joe Soto         | TKO              |               |                |             |           |           |  |  |       |       |       |  |
|  | Canadá           | Ben Greer        | 1                |               |                |             |           |           |  |  |       |       |       |  |
|  | Canadá           | Ben Greer        | 1                |               | Estados Unidos | Joe Soto    | DU        |           |  |  |       |       |       |  |
|  |                  |                  |                  |               | Estados Unidos | Joe Soto    | DU        |           |  |  |       |       |       |  |
|  |                  |                  | Brasil           | Wilson Reis   | 3              |             |           |           |  |  |       |       |       |  |
|  | Brasil           | Wilson Reis      | Brasil           | Wilson Reis   | 3              | DU          |           |           |  |  |       |       |       |  |
|  | Brasil           | Wilson Reis      |                  |               |                |             |           |           |  |  |       |       |       |  |
|  | Estados Unidos   | Henry Martinez   | 3                |               |                |             |           |           |  |  |       |       |       |  |
|  | Estados Unidos   | Henry Martinez   | 3                |               | Estados Unidos | Joe Soto    | FIN       |           |  |  |       |       |       |  |
|  |                  |                  |                  |               |                |             |           |           |  |  |       |       |       |  |
|  |                  |                  | México           | Yahir Reyes   | 2              |             |           |           |  |  |       |       |       |  |
|  | México           | Yahir Reyes      | México           | Yahir Reyes   | 2              | FIN         |           |           |  |  |       |       |       |  |
|  | México           | Yahir Reyes      |                  |               |                |             |           |           |  |  |       |       |       |  |
|  | Estados Unidos   | Nick Gonzalez    | 1                |               |                |             |           |           |  |  |       |       |       |  |
|  | Estados Unidos   | Nick Gonzalez    | 1                |               | México         | Yahir Reyes | KO        |           |  |  |       |       |       |  |
|  |                  |                  |                  |               | México         | Yahir Reyes | KO        |           |  |  |       |       |       |  |
|  |                  |                  | Estados Unidos   | Estevan Payan | 2              |             |           |           |  |  |       |       |       |  |
|  | Estados Unidos   | Estevan Payan    | Estados Unidos   | Estevan Payan | 2              | DD          |           |           |  |  |       |       |       |  |
|  | Estados Unidos   | Estevan Payan    |                  |               |                |             |           |           |  |  |       |       |       |  |
|  | Peru             | Luis Palomino    | 3                |               |                |             |           |           |  |  |       |       |       |  |